# ジュンド
ジュンド（アラビア語: جند）、複数形ではアジュナード（アラビア語: اجناد）は、軍事関係の用語であり、征服された土地のアラブ軍の軍事植民地、中でも大シリアの軍事区において用いられた。この用語はのちにイスラーム世界の全域でさまざまな意味を持つようになった。

## 用語の起源と発展
アラビア語の子音の語根である "jnd" から派生しているジュンド（jund）は、13世紀のアラビア語の辞書である『リサーン・アル＝アラブ』では「支持者の集団」（都市のような集団一般を指す場合もある）を意味し、クルアーンにおいては武装集団を指す言葉として現れる。ウマイヤ朝の下では、歴史家のドミニク・スールデルによれば、「季節的な軍事行動やより長期の遠征のために動員される可能性がある、宿舎を与えられたアラブ軍兵士の軍事集落または軍事地区」と、これに「対応する軍団」という、より専門的な意味で用いられていた。
しかしながら、シリアの各地域に関する専門用語としての使用例（下記参照）を除き、徐々にこの用語は国家の軍事全般に関するより広い意味を持つようになった。例として、イスラーム帝国における財政部門の一つであるディーワーン・アル＝ジュンド（dīwān al-jund）は軍の俸給と備蓄を管理していた。さらに、9世紀から10世紀かけての地理学者は、アジュナードという用語を複数のミスルまたは大きな町に相当するものとして使用していた。

## シリア

アッバース朝時代の9世紀におけるシリア（ビラード・アッ＝シャーム）とその軍事区（アジュナード）の地図。

この用語の最も注目すべき使用例はシリアにおけるものであり、すでに正統カリフの時代にアブー・バクルがこの地域をヒムス（ジュンド・ヒムス）、ダマスカス（ジュンド・ディマシュク）、ヨルダン（ジュンド・アル＝ウルドゥン）、およびパレスチナ（ジュンド・フィラスティーン）の四つのジュンド（軍事区）に分割していたと考えられている。その後、ウマイヤ朝のカリフのヤズィード1世がキンナスリーン（ジュンド・キンナスリーン）を加えた。この慣行はシリア独自のものであり、通常は単独の総督が支配していたイスラーム帝国内の他のどの地方でもこの制度は模倣されていなかった。このような状況から、しばしばこれらのジュンドは総称してアッ＝シャマート（複数のシリア）と呼ばれた。
それぞれのジュンドの境界は概ねイスラーム教徒による征服以前に存在していた東ローマ帝国（ビザンツ帝国）統治時代の地方の境界線に沿っていたものの、変更も加えられた。これらのジュンドはシリア一帯の支配を保護し、東ローマ帝国によるあらゆる攻撃から防御することを目的とした軍事防衛システムの一部として創設されたものであった。歴史家のハーリド・ヤフヤー・ブランキンシップが指摘しているように、これは統制と動員の拠点として機能させるためにそれぞれのジュンドの首都を互いに等距離に配置し、あらゆる海側の攻撃から隔離された安全な内陸部に首都を置いていたことからも明らかであった。シリアの各ジュンドの軍団は、もっぱら地租（ハラージュ）の歳入からもたらされる一定の俸給（アター）を受け取るアラブ人で構成され、さらに公有地の供与も受けていた。軍事行動の際にはこれらの軍人は家臣（シャーキリーヤ）を引き連れ、軍団は志願兵によって増強されていた。
シリアではアッバース朝期以降、マムルーク朝の時代に至るまで各ジュンドの分割が続いた。アッバース朝の下ではシリアの総督がすべてのジュンドを統括する場合が多く、785年にはハールーン・アッ＝ラシードが北にジュンド・アル＝アワースィムを新たに設置し、東ローマ帝国との国境地帯までが含まれるようになった。

## エジプト
エジプトではイスラーム教徒による征服直後にフスタートに軍事植民地（ミスル）が建設された。ミスルを構成するアラブ人の入植者はエジプトにおけるジュンドとして知られるようになった。これらの入植者もシリアの各ジュンドと同様に軍の登録簿（ディーワーン）に登録され、一定の俸給を受け取っていた。長い間、入植者たちは地域内における唯一のイスラーム教徒による軍事力を提供し、地域の政治活動において重要な役割を担っていた。そしてイスラーム時代の最初の2世紀の間、アッバース朝の内戦による混乱の中で権力が崩壊するまで、特権的な地位を注意深く維持していた。

## アル＝アンダルス
何らかの形でジュンドの制度がイベリア半島のイスラーム教徒の支配地（アル＝アンダルス）でも導入されていたと考えられている。742年に進行中であったイベリア半島の征服事業に従事していた軍隊に対して9つの地区（ムジャンナダ）の土地が割り当てられた。10世紀までにジュンドは外国人の傭兵（ハシャム）と志願兵（フシュド）を合わせた兵員を意味する用語となった。

## マグリブ
マグリブではジュンドはイフリーキヤで興ったアグラブ朝において統治者の護衛を指す言葉となり、これ以降、ドミニク・スールデルによれば、「軍全体に適用されることは滅多になく、多くの場合において定義することが難しい限定的な意味で用いられていた」。似たような用法はマムルーク朝統治下のエジプトでも存在し、実際の護衛ではなくスルターンの私軍における特定の班を指すものとして用いられた。